# 比亞里卡 (智利)

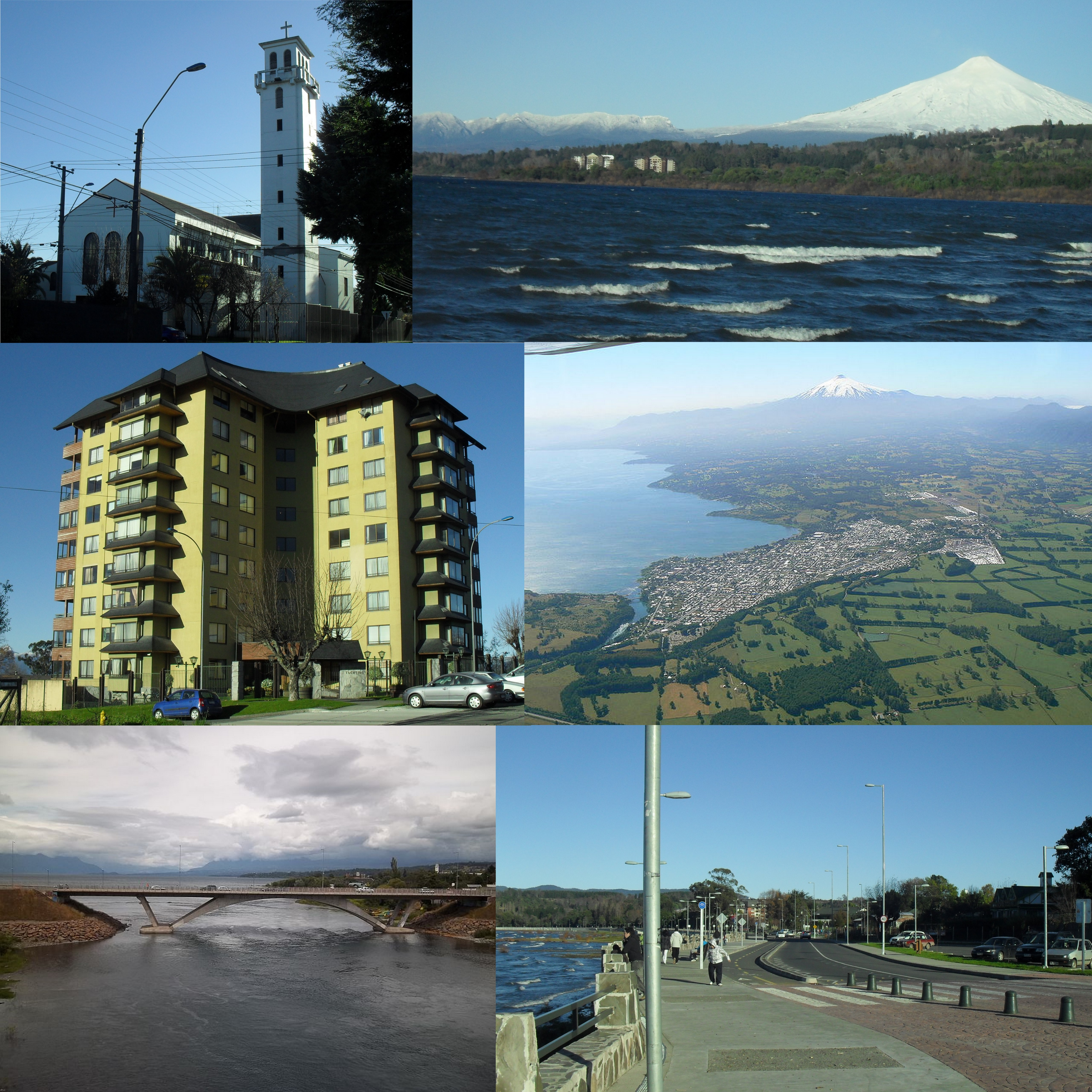

比亞里卡（西班牙語：Villarrica）是智利的城市，位於該國中南部，由阿勞卡尼亞大區的考丁省負責管轄，始建於1552年，面積1,291平方公里，海拔高度227米，2002年人口45,531，人口密度每平方公里35.3人。